# Constitution syrienne de 2012
Lire en ligne

Texte officiel en arabe

Constitution syrienne de 1973 Constitution provisoire syrienne de 2025
La Constitution syrienne du 27 février 2012 (en arabe : دستور سوريا / dustūr sūriyā) adoptée lors du référendum constitutionnel de 2012 en pleine guerre civile syrienne, est la loi fondamentale de la République arabe syrienne. Conformément à l'idéologie pan-arabe, elle décrit le pays comme une région du monde arabe, ayant un caractère culturel arabe et dont le peuple fait partie intégrante de la nation arabe.

## Histoire
Les anciennes versions de la constitution comprennent des parties rédigées par Ibrahim Hananou avant l'indépendance du pays, des parties issues de la Constitution de la République arabe unie et d'autres issues de la Constitution provisoire du 25 avril 1964. La version précédente, en cours d'utilisation jusqu'au 27 février 2012, établissait le pouvoir du parti Baas en tant que « principal parti dans la société et l'État » (sans être formellement un régime à parti unique. La Constitution garantit l'égalité des droits et des chances en vertu de la loi, complétée par les lois du travail.

### Constitution de 2012
En pleine guerre civile syrienne, une nouvelle constitution a été votée à la suite du référendum constitutionnel syrien de 2012 ; parmi les modifications apportées :
- Elle a aboli l'ancien article 8, qui limitait le pouvoir au seul parti Baas : le nouvel article 8 dispose que « le système politique de l'État repose sur le principe du pluralisme politique, le pouvoir est exercé démocratiquement via les urnes ».
- Dans le nouvel article 88, il est introduit un principe de limitation de la durée du mandat du président : « Le président de la République est élu pour un mandat de sept ans qui commencent au moment de l’expiration du mandat du président en poste. Le président ne peut être réélu que pour un seul mandat. ».

Le référendum a abouti à l'adoption de la nouvelle constitution, qui est entrée en vigueur le 27 février 2012.
À la suite de la chute du régime de Bachar el-Assad, survenue le 8 décembre 2024, le nouveau gouvernement syrien annonce le 12 décembre qu'il va « geler la Constitution et le Parlement » jusqu'au lancement d'un processus constituant en mars 2025. Un « comité juridique et des droits humains » sera chargé de proposer des amendements à la Constitution après son examen.